# Projekt Herz EP
Projekt Herz EP (Español: Proyecto Corazón EP) es el primer EP de la banda alemana de metalcore We Butter The Bread With Butter. Fue lanzado independientemente el 19 de diciembre de 2012. Es el primer material de la banda que tiene a Paul Bartzsch como vocalista, y el primero en tener un sonido más improvisado, conteniendo una gran carga atmosférica. Este cambio es explicado por el guitarrista Marcel Neumann como una "necesidad de la banda de buscar nuevos horizontes y experimentar nuevos campos musicales".
El álbum debutó en el puesto número 10 en el US "Radio Charts".

## Lista de canciones
| N.º   | Título               | Duración |  |
| 1.    | «Herz Intro (Intro)» | 1:27     |  |
| 2.    | «1000 Volt»          | 3:15     |  |
| 3.    | «Mayday Mayday»      | 3:22     |  |
| 4.    | «USA»                | 3:45     |  |
| 5.    | «Western Beta»       | 5:30     |  |
| 6.    | «Euphorie»           | 3:17     |  |
| 7.    | «Soldat»             | 3:18     |  |
| 8.    | «Supernova (Outro)»  | 2:36     |  |
| 26:23 |                      |          |  |

## Posicionamiento
|                 | US Radio Charts |
| --------------- | --------------- |
| Projekt Herz EP | 10              |

## Créditos
We Butter The Bread With Butter
- Marcel "Marci" Neumann – guitarra, programación
- Maximilian Pauly Saux – bajo
- Can Özgünsür – batería, programación
- Paul "Борщ" Bartzsch - voz